# Salmonella enterica
Salmonella enterica, conosciuta in precedenza come Salmonella choleraesuis, è un batterio gram-negativo, flagellato, a forma di bastoncello che appartiene al genere delle Salmonelle.

## Sottospecie
All'interno della specie Salmonella enterica sono note diverse sottospecie batteriche, tra cui: arizonae, diarizonae, enterica, houtenae, indica, enteritidis, salamae e VII. Tra queste la più nota è Salmonella enterica subsp. enterica poiché appartengono a essa i seguenti sierotipi di interesse clinico: Typhi, Paratyphi, Typhimurium, Enteritidis e Cholaeresuis.

## Sierotipi
Della salmonella enterica sono stati classificati oltre 2 400 sierotipi o serovar. Il sierotipo Typhi della Salmonella enterica subsp. enterica (storicamente classificata come specie dal nome Salmonella typhi) è l'agente eziologico della febbre tifoide. Altri serovar come Typhimurium (nota anche come Salmonella typhimurium), possono portare a diverse forme di gastroenterite nell'uomo a cui ci si riferisce generalmente con il nome di salmonellosi. Il serovar Choleraesuis provoca enteriti e setticemie nei suini.
La sequenza genomica dei ceppi Typhi e Typhimurium LT2 è già completamente descritta ed è stato analizzato anche il proteoma della S. Typhimurium LT2 in differenti ambienti di sviluppo.

### SalmonellaTyphi
La Salmonella Typhi è un serovar (o sierotipo) di Salmonella enterica sottospecie enterica ed è responsabile della febbre tifoide. Questo microrganismo può essere trasmesso per via oro-fecale, viene quindi espulso con le feci umane e può contaminare acque, cibi, o con il contatto diretto con una persona affetta, in caso di una scarsa igiene personale.
Salmonella Typhi possiede tre importanti fattori antigenici: il fattore O, o antigene somatico; il fattore Vi, o fattore capsulare; e il fattore H, o antigene flagellare.

## Epidemiologia
Molti casi di salmonellosi sono causati da cibo infettato da Salmonella enterica, che spesso infetta bovini e pollame, insieme ad alcuni animali domestici, tra cui i gatti e i criceti, che si sono dimostrati portatori di tale infezione nei confronti degli uomini. Tuttavia alcune ricerche nei sacchetti degli aspirapolvere hanno dimostrato che i gatti domestici hanno un ruolo come riserva di batteri; questo risulta più probabile se chi ha contatti con il gatto ha contatti con possibili fonti di infezioni come nel caso di chi lavora con capi bovini o chi lavora in cliniche veterinarie.
Il pollame ruspante e le uova di oca possono contenere batteri di Salmonella enterica, principalmente nell'albume, anche se non tutte le uova sono infettate. Durante la maturazione delle uova a temperatura ambiente tuttavia, il batterio può provocare la rottura della membrana del tuorlo e invaderne così il contenuto. La refrigerazione e il congelamento non uccidono completamente i batteri ma sostanzialmente ne rallentano o ne alterano la crescita. La pastorizzazione (riscaldamento a una specifica temperatura) e l'irradiamento, sono tecniche utilizzate dalle ditte di prodotti alimentari per eliminare il batterio dai cibi che contengono come ingrediente uova fresche come nel caso dei gelati. I cibi preparati in casa con uova fresche come la maionese, alcune torte e i biscotti possono portare e diffondere il batterio della Salmonella se non vengono correttamente cotti.
Per quanto concerne la Salmonella typhi, essendo questa trasmessa principalmente attraverso l'acqua, si è ottenuta un'efficace prevenzione depurando le acque destinate a essere potabili, con opportuni metodi di filtrazione e il trattamento con il cloro. Nei paesi più sviluppati questo tipo di Salmonelle sono infatti meno diffuse, grazie appunto alla depurazione delle acque. Non scordiamo che la Salmonella typhi è anche uno dei patogeni con diffusione esclusivamente umana.

## Batteri nello spazio
Il 25 settembre 2007 Cheryl Nickerson del centro di malattie infettive e vaccini della Arizona State University, affermò che nello spazio il batterio della Salmonella typhimurium (contenuta in un'apposita scorta di cibo durante la missione spaziale STS-115 nel settembre del 2006) aveva cambiato l'espressione di 167 geni (regolati dalla proteina Hfq). Divenne tre volte più virulento rispetto al batterio terrestre.